# 앤더슨 공군기지

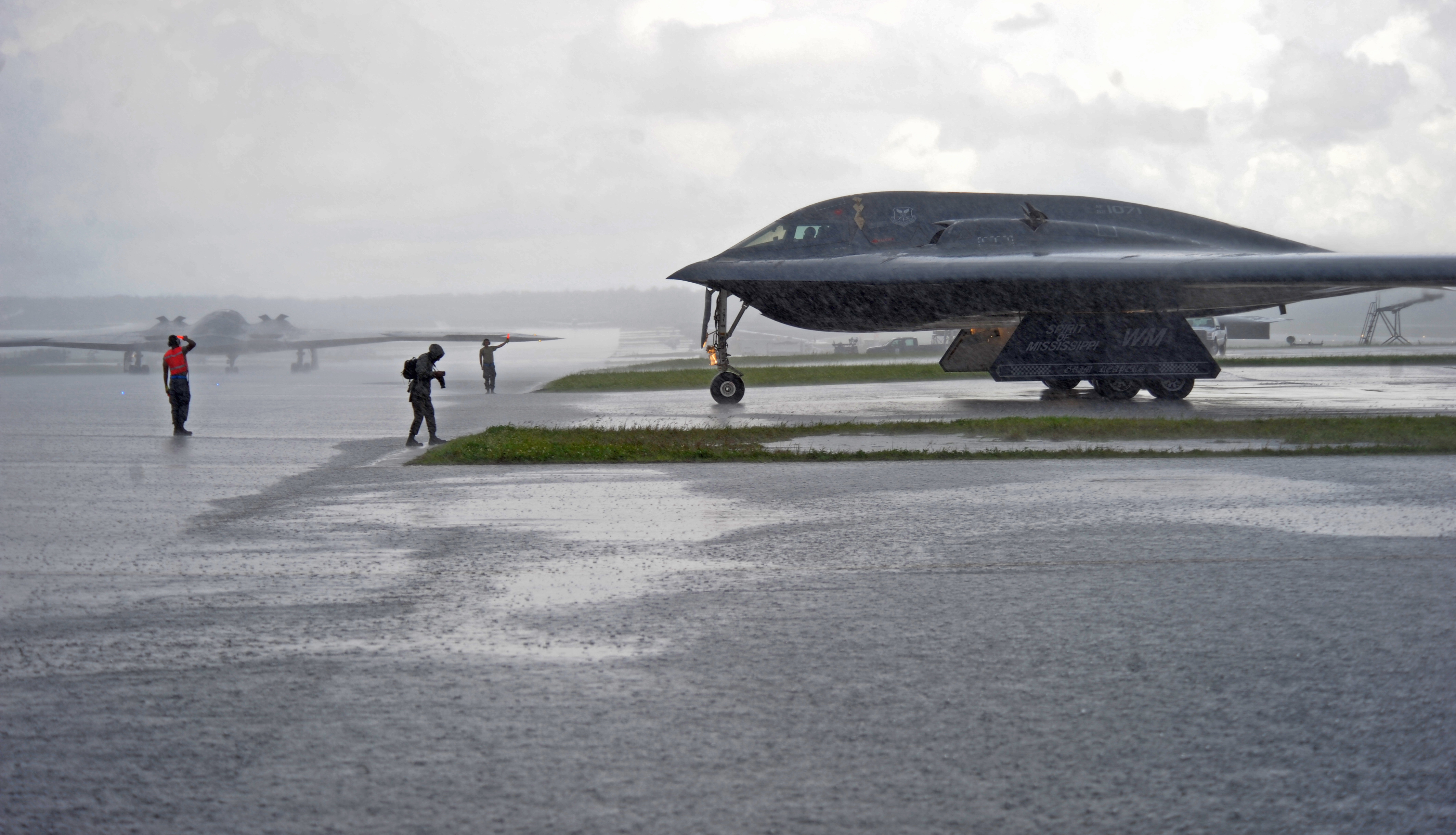
2016년 8월 11일, 앤더슨 공군기지의 B-2 스텔스 폭격기

앤더슨 공군기지(Andersen Air Force Base (Andersen AFB))는 미국령 괌에 위치한 미공군의 기지이다. 미국 태평양 공군 제13공군 소속의 제36비행단이 주둔해 있다.

## 역사

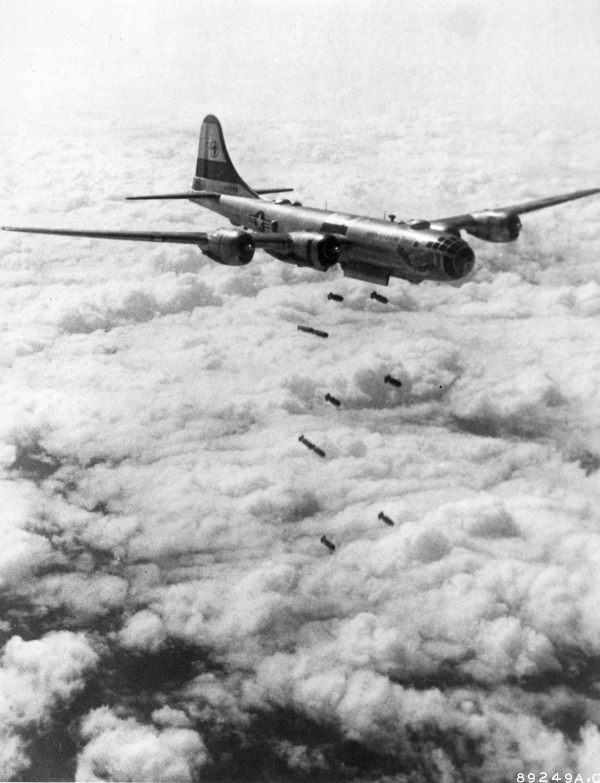
1950년 8월 괌 앤더슨 공군기지에서 오키나와 카데나 공군기지로 배치된 제19폭격비행전대 소속 B-29 폭격기가 한국전쟁에서 1000 파운드 폭탄을 투하중이다.

1944년 12월 3일 건설되었다. 미국 육군 제임스 로이 앤더슨 준장의 이름을 따왔다. 앤더슨 장군은 1926년 미국 육군사관학교를 졸업했으며, 1936년 텍사스주 켈리 공군기지에서 비행단 단장이 되었다. 1945년 2월 26일 하와이로 비행하던 B-24가 추락해 사망했다.

### 한국전쟁
한국전쟁 발발 사흘 후인 1950년 6월 28일, 앤더슨 공군기지의 제19 폭격 그룹 소속 B-29 폭격기가 대한민국 전역의 목표물에 공습을 시작했다. 며칠 후에, 제19폭격비행전대는 제19폭격비행단에서 분리되어 일본 오키나와 카데나 공군기지에 배치되었다. 나머지는 계속 앤더슨에 남아 1953년까지 비행기 정비, 무장을 지원했다.

### 최근
2008년 2월 23일 B-2 스피릿 스텔스 폭격기가 이륙 직후 기계적인 고장으로 추락했다. 세계에서 가장 비싼 군용기로서, 1조 6천억원짜리 폭격기다. 2명의 조종사는 안전하게 탈출했다. B-2의 최초 추락사고였다.
2016년 8월 9일, 미 전략사령부는 미주리주 화이트맨 공군기지 제509폭격비행단 소속 B-2 스피릿 스텔스 폭격기 3대를 괌 앤더슨 공군기지로 이동 배치했다고 밝혔다. 8월 초 10년만에 B-1B 랜서 전략폭격기를 괌에 배치한 미국이 B-2까지 괌에 배치한 것은 매우 이례적이다. 미국은 모두 20대의 B-2 스피릿 스텔스 폭격기를 보유중인데, 전량 미주리주 화이트맨 공군기지 제509폭격비행단 소속이다.
중국이 남중국해 영토주권 수호 의지를 강화하며 H-6K 신형 폭격기를 공개하자 미국은 즉각 B-1B 괌 배치 방침을 밝혔고, 이어 중국이 H-6K 격납고를 건설하고 있다는 보도가 나오자 미국은 전술적으로 한 단계 강화된 무기인 B-2 괌 배치로 맞대응하고 있는 것이다.

## 대한민국
괌 앤더슨 공군기지에서 전투기가 출격하면 2시간 만에 한반도에 전개될 수 있다. 알래스카 엘먼도프-리처드슨 합동기지의 F-22 40대, 아일슨 공군기지의 F-35A 54대는 공중급유를 통해 10시간이면 한반도에 전개될 수 있다.
앤더슨에는 스텔스 전투기가 없었는데, 2020년 11월 12일, 미 공군은 웹사이트에 게시한 보도자료에서 버지니아주 랭글리 공군기지 소속의 F-22 랩터 7대가 최근 괌 앤더슨 기지에 이동 배치됐다고 밝혔다. 2005년 12월 15일, 랭글리 공군기지의 제27전투비행대대는 최초의 F-22 비행대대가 되었다. 랭글리 공군기지에는 제27전투비행대대, 제94전투비행대대에 모두 40대의 F-22가 배치되어 있다.